# Wahbach
Die Wahbach, auch Wabach genannt, ist ein 4,5 km langer, südwestlicher und orographisch rechter Zufluss der Lahn im nordrhein-westfälischen Kreis Siegen-Wittgenstein.

## Geographie

### Verlauf
Der Wahbach entspringt im Rothaargebirge auf dem Nordosthang des Spreitzkopfs (627 m). Die Quellen seiner zwei Quellrinnsale liegen jeweils auf rund 530 m ü. NHN; das westliche Rinnsal ist etwa 150 m und das östliche rund 100 m lang. Sie vereinigen sich 1,5 km nordöstlich des bachabseits liegenden Bad Laaspher Ortsteils Hesselbach, 600 m südöstlich vom Gipfel des Spreitzkopfs und 1,2 km südöstlich von jenem des Großen Ahlertsbergs; 2,9 km östlich des Zusammenflusses liegt im Nachbarland Hessen der bachabseits befindliche Breidenbacher Ortsteil Wiesenbach.
Der Wahbach fließt auf mehreren Kilometern bis knapp oberhalb von Bad Laasphe durch das namensgebende Naturschutzgebiet Wahbachtal – anfangs auf dessen Grenze. Er verläuft in überwiegend nordöstlicher Richtung. Danach erreicht er die Bad Laaspher Kernstadt, wo er das nach ihm benannte Wabachstadion und Wabachbad passiert.
Die letzten Meter fließt der Wahbach in der städtischen Kanalisation, bevor er in Bad Laasphe auf rund 325 m Höhe in den dort von Osten kommenden Rhein-Zufluss Lahn mündet – wenige Meter westlich oberhalb der Brücke der Kreisstraße 36 über die Lahn.

### Naturräumliche Zuordnung
Der Wahbach fließt in der naturräumlichen Haupteinheitengruppe Süderbergland (Nr. 33) und in der Haupteinheit Rothaargebirge (mit Hochsauerland) (333) durch die Untereinheit Südwittgensteiner Bergland (Wittgensteiner Lahnbergland; 333.2). Seine Mündung liegt in der Untereinheit Oberes Lahntal (320.2), die in der Haupteinheitengruppe Westerwald (32) zur Haupteinheit Gladenbacher Bergland (320) zählt.

### Einzugsgebiet und Zuflüsse
Das Einzugsgebiet des Wahbachs ist 5,588 km² groß und überwiegend bewaldet. Der größte Zufluss des Wahbachs ist der Große Gennernbach, der auf ganzer Strecke in einem Paralleltal fließt. Auf Höhe des Forsthauses Ditzrod mündet ein weiterer Bach aus einer Senke zwischen Grahberg und Kleinem Ahlertsberg kommend ein.